# کورپوریت ایر
کورپوریت ایر (به انگلیسی: Corporate Air) یک شرکت هواپیمایی با کد یاتا OJ است که در تاریخ ۱۹۸۱ میلادی تأسیس شده‌است.
دفتر مرکزی کورپوریت ایر در بیلینگز، ایالات متحده آمریکا واقع شده‌است و قطب شرکت هواپیمایی در فرودگاه بین‌المللی بیلینگز لوگان قرار دارد.